# Saône-et-Loire
Saône-et-Loire (71, "Saône en Loire") is een Frans departement, gelegen in de regio Bourgogne-Franche-Comté. De prefectuur is Mâcon.

## Geschiedenis
Het departement was een van de 83 departementen die werden gecreëerd tijdens de Franse Revolutie, op 4 maart 1790 door uitvoering van de wet van 22 december 1789, uitgaande van een deel van de provincies Bourgondië en Bresse.

## Geografie
Het departement Saône-et-Loire maakt deel uit van de regio Bourgogne-Franche-Comté sinds 1 januari 2016. Tot 31 december 2015 maakte het deel uit van de (nu voormalige) regio Bourgogne. Saône-et-Loire is omgeven door de departementen Côte-d'Or, Jura, Ain, Rhône, Loire, Allier en Nièvre.
De Saône loopt van noord naar zuid midden door het departement. De Loire loopt door het westelijk deel van het departement. De Loire en de Saône zijn met elkaar verbonden door het Canal du Centre.
De waterscheiding tussen de Loire en Saône wordt gevormd door de Côtes-des-Bourgogne-Sud. Op deze heuvels wordt veelal wijn verbouwd. Voorbeelden van wijngebieden in deze streek zijn de Côte Chalonnaise en Côte Mâconnaise.
Zie ook:
- Kantons van Saône-et-Loire
- Lijst van gemeenten in het departement Saône-et-Loire

## Demografie
De inwoners van Saône-et-Loire heten Saône-et-Loiriens.

### Demografische evolutie sinds 1962
| Naam           | Index 1962 | Index 1968 | Index 1975 | Index 1982 | Index 1990 | Index 1999 | Index 2008 | Index 2019 |
| -------------- | ---------- | ---------- | ---------- | ---------- | ---------- | ---------- | ---------- | ---------- |
| Saône-et-Loire | 100,0      | 102,7      | 106,4      | 106,7      | 104,4      | 101,7      | 103,4      | 102,9      |
| Frankrijk*     | 100,0      | 107,1      | 113,3      | 117,0      | 121,9      | 126,0      | 133,8      | 140,1      |

| Naam           | Inw./Km² 1962 | Inw./km² 1968 | Inw./km² 1975 | Inw./km² 1982 | Inw./km² 1990 | Inw./km² 1999 | Inw./km² 2008 | Inw./km² 2019 |
| -------------- | ------------- | ------------- | ------------- | ------------- | ------------- | ------------- | ------------- | ------------- |
| Saône-et-Loire | 62,5          | 64,2          | 66,5          | 66,7          | 65,2          | 63,5          | 64,6          | 64,3          |
| Frankrijk*     | 84,2          | 90,1          | 95,4          | 98,5          | 102,7         | 106,1         | 112,7         | 119,7         |

Frankrijk* = exclusief overzeese gebieden
Bron: Recensement Populaire INSEE - 1962 tot 1999 population sans doubles comptes, nadien Population Municipale
Op 1 januari 2022 had Saône-et-Loire 549.136 inwoners.

### De 10 grootste gemeenten in het departement
| #  | Gemeente           | Aantal inwoners (2022) |
| -- | ------------------ | ---------------------- |
| 1  | Chalon-sur-Saône   | 44.592                 |
| 2  | Mâcon              | 34.759                 |
| 3  | Le Creusot         | 20.536                 |
| 4  | Montceau-les-Mines | 16.946                 |
| 5  | Autun              | 13.144                 |
| 6  | Paray-le-Monial    | 9.256                  |
| 7  | Saint-Vallier      | 8.508                  |
| 8  | Charnay-lès-Mâcon  | 8.154                  |
| 9  | Digoin             | 7.380                  |
| 10 | Gueugnon           | 6.547                  |

## Afbeeldingen

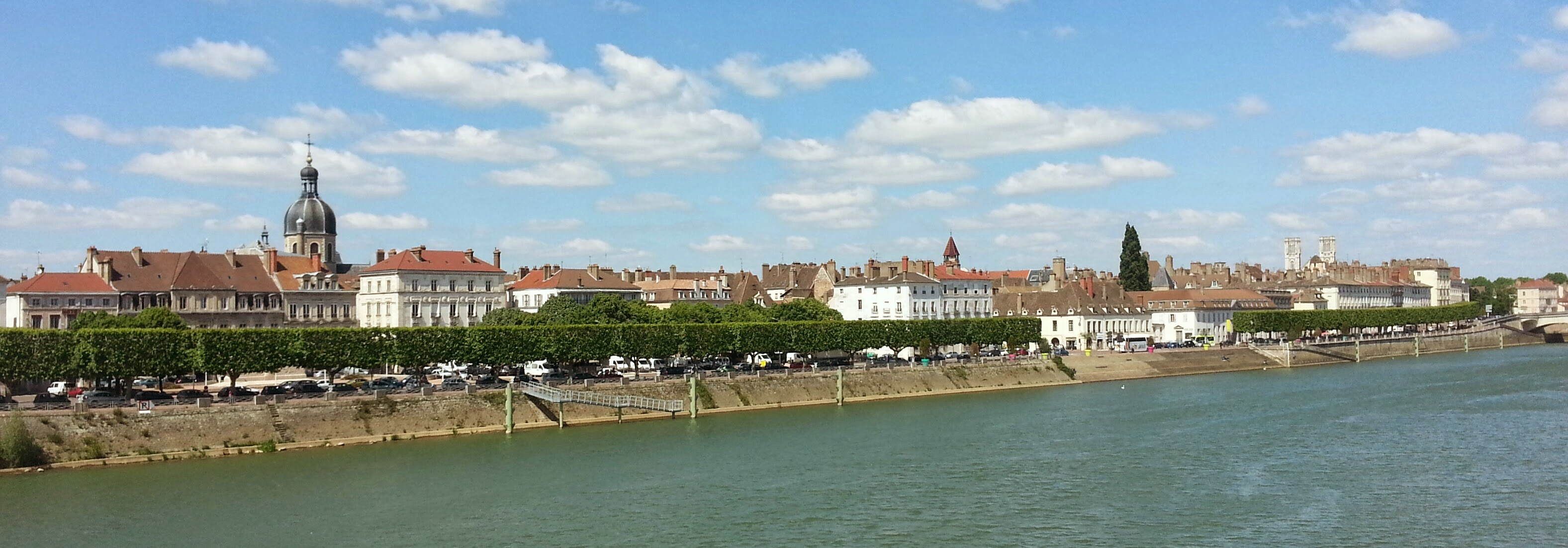
Chalon-sur-Saône
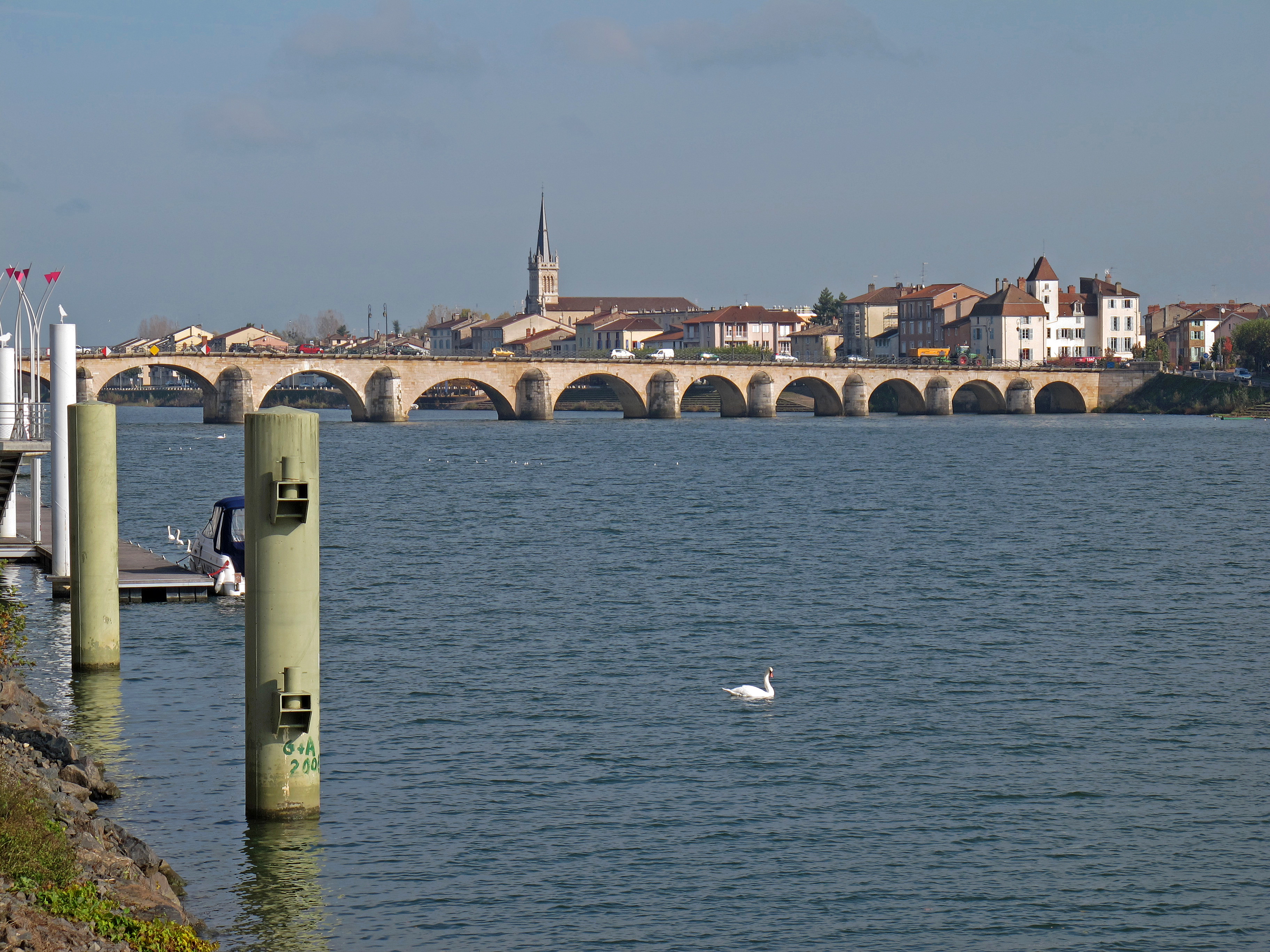
Mâcon
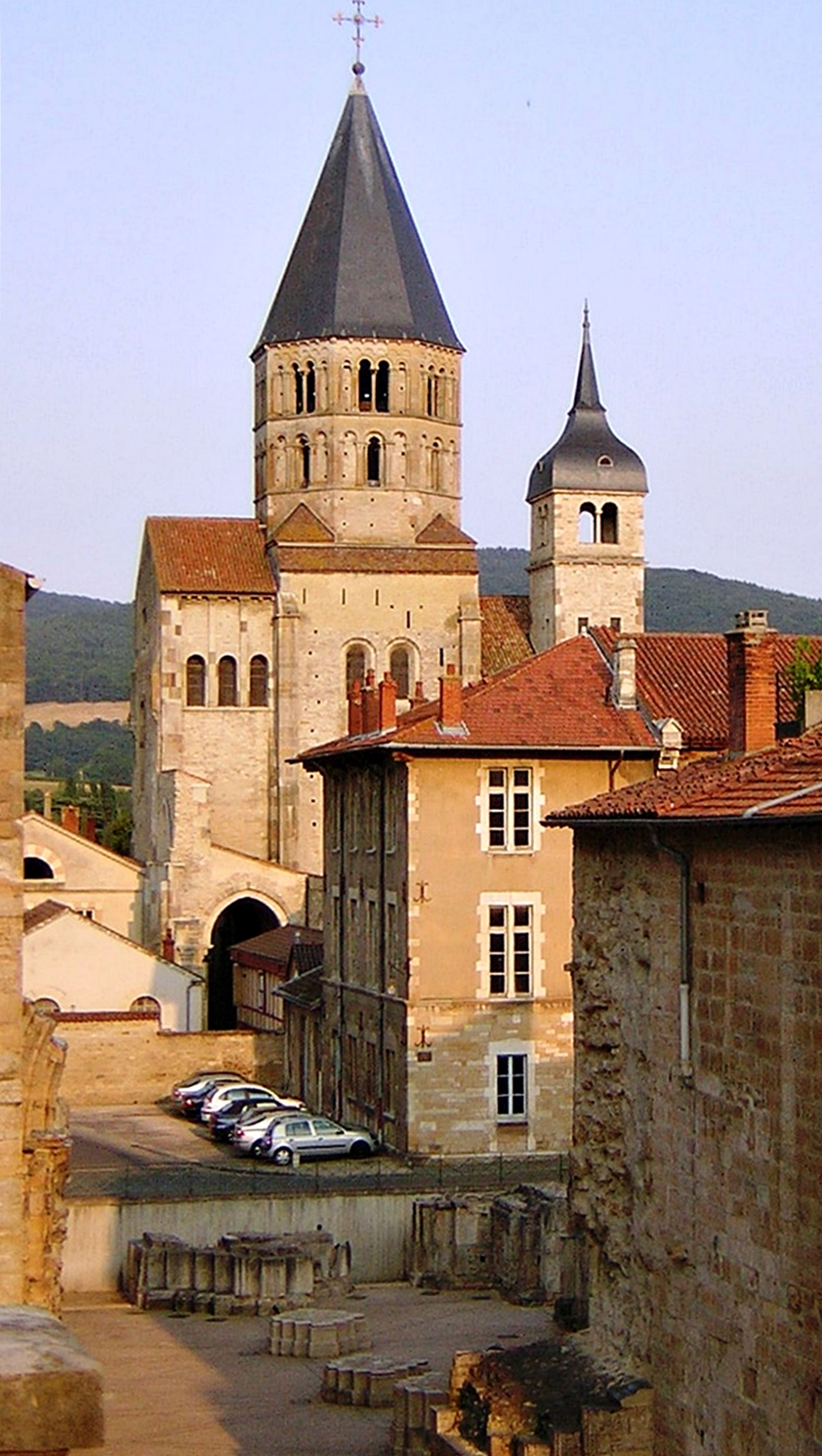
Abdij van Cluny
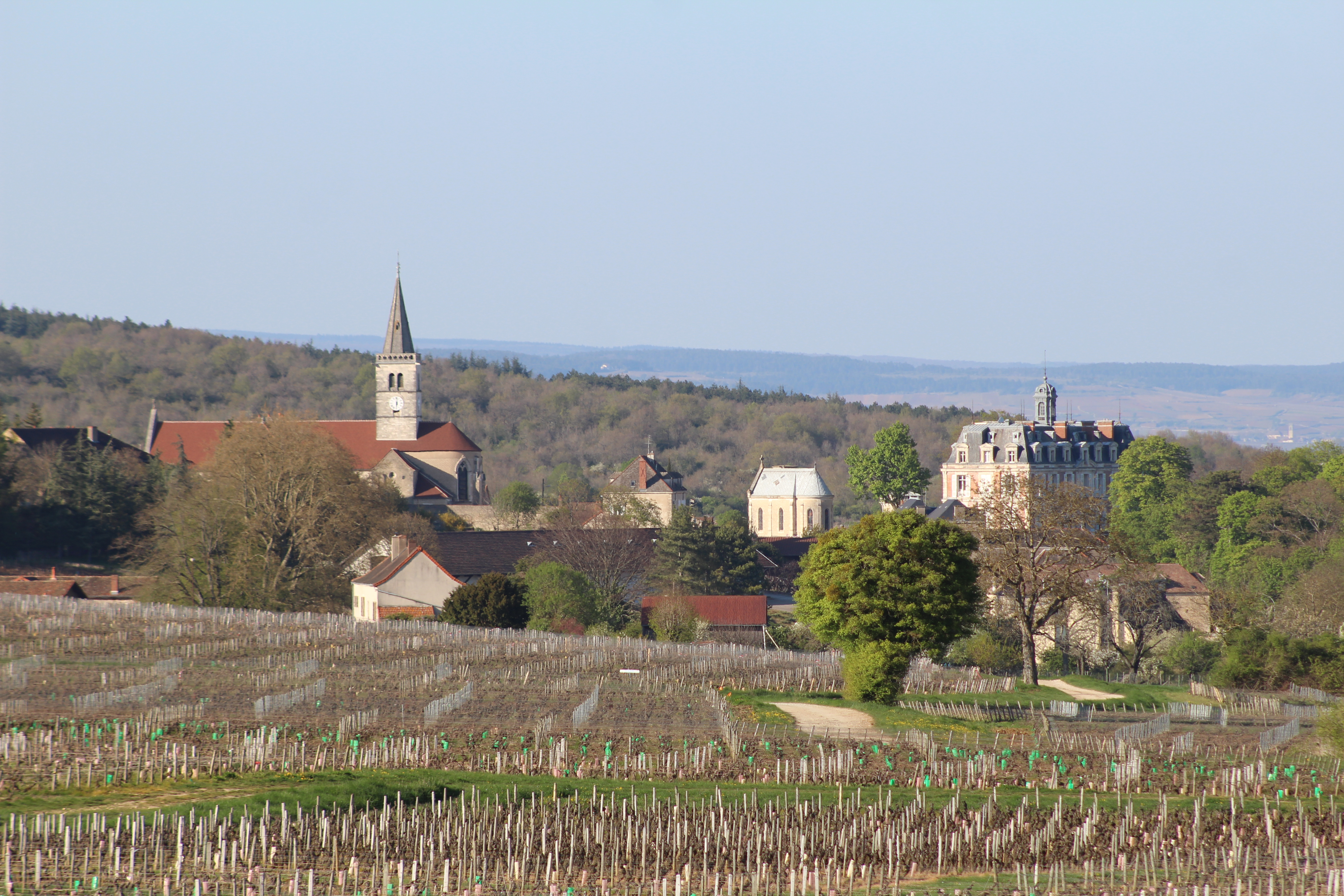
Wijngaarden bij Rully
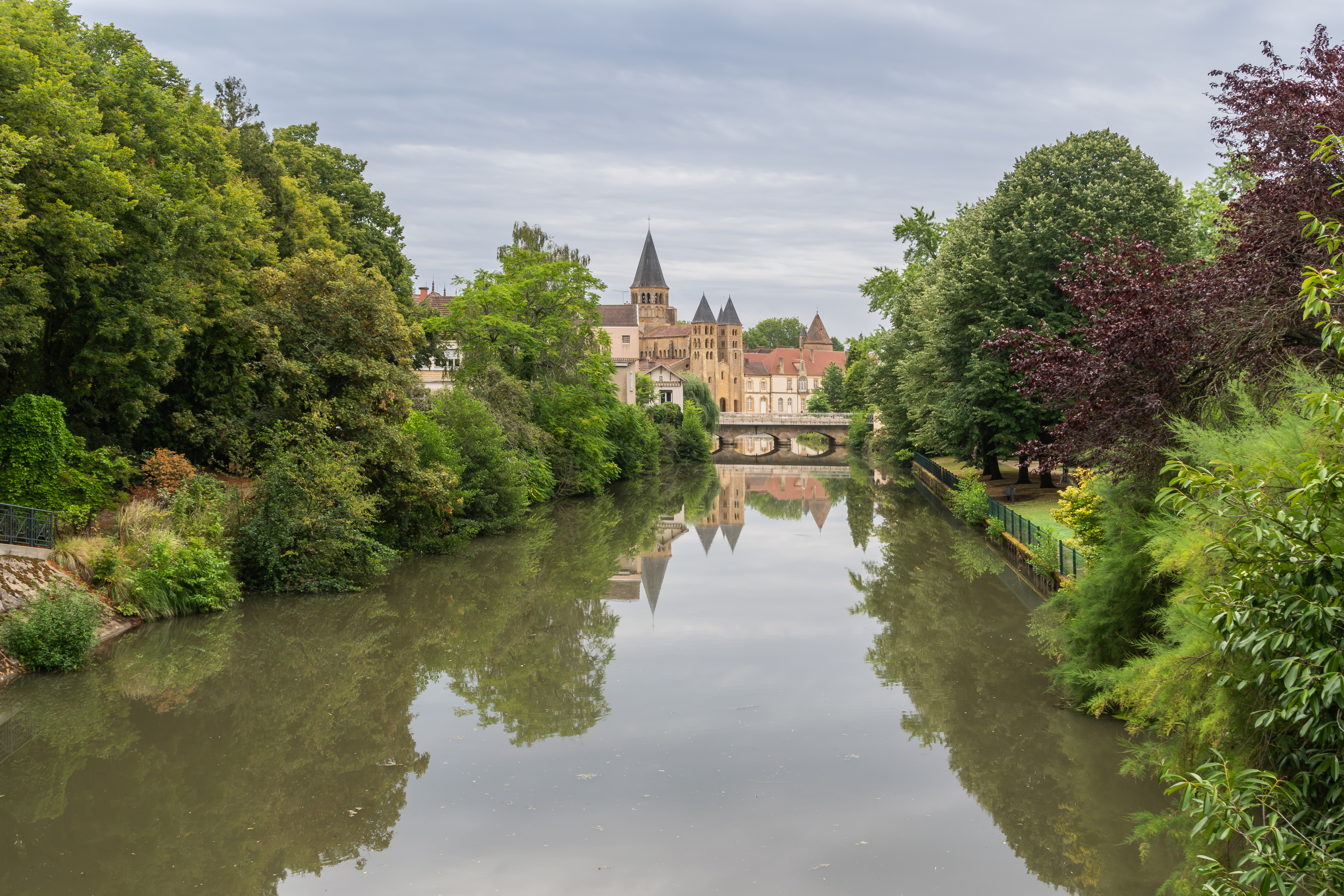
Paray-le-Monial